# Pennzoil Place I
Pennzoil Place I – wieżowiec w Houston w Stanach Zjednoczonych. Wraz z drugim, takim samym budynkiem tworzą kompleks Pennzoil Place. Jego wysokość sięga 159 metrów. Liczy 36 pięter, których powierzchnia wynosi ok. 60 000 m². Powierzchnia ta wykorzystywana jest głównie w celach biurowych, ale także np. gastronomicznych i handlowych. Budynek ten został zaprojektowany przez: Johnson/Burgee Architects, S.I. Morris Associates, Eli Attia Architects, Wilson, Morris, Crain & Anderson. Jego budowa rozpoczęła się w 1972, a zakończyła w 1975 roku. Wykonany został głównie ze stali, betonu i szkła. Styl który sobą prezentuje to modernistyczny połączony ze stylem późnomodernistycznym. Wśród najwyższych budynków w mieście plasuje się na 23 pozycji. Wieżowiec ten znajduje się w północnym narożniku kompleksu, a jego spadzisty dach pochyla się w kierunku JPMorganChase Tower. Wśród dzierżawców budynku znajdowała się firma Arthur Andersen, która miała swój udział w skandalu z 2001 roku, dotyczące firmy Enron. Budynek ten otrzymał także wiele nagród, np. AIA Awards, 1977; Texas Corporate Recycling Council, 1998; Texas Recycling Partnership Awards, 1999. Z drugim budynkiem Pennzoil Place II, jest połączony wysokim krytym dziedzińcem.